# San Giovanni Battista (Tiziano)
San Giovanni Battista è un dipinto a olio su tela (201x134 cm) di Tiziano, databile al 1540 circa e conservato nelle Gallerie dell'Accademia di Venezia. È firmato "TICIANVS".

## Storia
Il dipinto adornava l'altare di San Giovanni nella scomparsa chiesa di Santa Maria Maggiore a Venezia, da dove fu rimosso e trasferito all'Accademia nel 1807. Non si ha documentazione sulla datazione della pala, ma essa viene fatta oscillare tra gli anni trenta del Cinquecento, per ragioni stilistiche, e il 1557, anno in cui venne descritta da Ludovico Dolce nell'Aretino. 
L'opera è citata anche nella seconda edizione delle Vite di Vasari (1568): "Fece per la chiesa di Santa Maria Maggiore in un quadro un San Giovanni Batista nel deserto fra certi sassi" (VI, 160). 
Una data plausibile appare sicuramente il 1540 (Valcanover, Spadavecchia), nel periodo in cui il dialogo con la "maniera" tosco-romana era più serrato. Tali stilemi piacquero a Vasari e al Dolce, ma non a parte della critica più moderna: Longhi vi criticò un certo accademismo (1946), Pallucchini parlò di "ristagno nella formulazione di quella immagine muscolosa e evidentemente in posa".

## Descrizione e stile
La figura statuaria del Battista campeggia in piedi al centro della pala, mentre solleva il braccio nel suo gesto tipico di indicare Gesù, in questo caso il Sacramento nell'altare centrale della chiesa, dalla sua posizione originaria. Seminudo, vestito con la pelle d'animale da eremita e impugnante il bastone di canne legate a formare un croce è accompagnato dal tipico attributo dell'agnello e immerso in un paesaggio boscoso. A sinistra una rupe taglia verticalmente la tela ed evidenzia, col suo profilo scuro, la figura del Battista, dando spessore a tutta la composizione. A destra la veduta si allontana in profondità verso una cascata, alcuni alberi fronzuti, dei monti e delle nubi dense. Il ruscello richiama la missione battesimale di Giovanni. Per far risaltare al massimo il protagonista, Tiziano utilizzò un orizzonte particolarmente basso, come già era stato fatto prima di lui.
Spiccano nel santo la muscolarità del busto, l'anatomia del braccio contratto nel gesto di sollevarsi, il plasticismo delle gambe poderose, l'eloquenza della posa; sono tutti stilemi derivati da una rilettura dell'arte classica e soprattutto da un dialogo a distanza con l'arte di Michelangelo e dei suoi seguaci, che in quegli anni influenzavano il dibattito e la produzione artistica dell'intera penisola e oltre. Tiziano andava infatti cercando in quegli anni una sintesi tra la tradizione toscana, del disegno e dell'impostazione plastica, e quella veneta, della ricca orchestrazione cromatica. In quest'opera spiccano infatti l'impasto cromatico, denso e palpitante, i toni brillanti e la ricchezza di effetti luminosi, valorizzati dal restauro del 1981.